# Magaldi
Magaldi è un cognome di lingua italiana.

## Varianti
Magaldo, Magaletti, Magalli, Magalotti.

## Origine e diffusione
Il cognome compare sporadicamente in tutta Italia.
Potrebbe derivare dal prenome Magaldo.